# Wereldrecord 24 uur schaatsen
Het wereldrecord 24 uur schaatsen is een record in het schaatsen, waarbij een schaatser of schaatsster in 24 uur een zo groot mogelijke afstand aflegt. De eerste poging - en daarmee eerste record - werd in 1984 ondernomen door Hans Honma op het Meer van Memphremagog.
Het huidige record bij de mannen is in handen van Jochem Kerssies. Hij legde op 22 maart 2025 op de ijsbaan van Groningen, 680,938 kilometer af.

## H. Valk
De eerste rijder ter wereld die een officiële recordpoging deed door 24 uur achtereen te schaatsen was H. Valk. Hij reed in 1981 402,2 km op de indoorbaan van Leeuwarden.

## Hans Homma
Hans Homma uit 's-Hertogenbosch legde in 1984 406,100 kilometer in een etmaal af op het Meer van Memphremagog in Canada. In het laatste half uur werd hij hierbij vergezeld door Jan Roelof Kruithof, Jos Niesten en Co Gilling. Homma werd tijdens zijn 24-uursrecordpoging begeleid door Ben Scheperkamp. 
De recordpoging van Honma ging bijna niet door, omdat hij de week ervoor in verband met een sterfgeval in zijn familie naar huis moest. Hij trachtte in een etmaal 500 kilometer te schaatsen. Na een barre nacht met temperaturen van meer dan 20 graden vorst gaf de recordjager 's morgens om tien uur dat streven evenwel op. Naar aanleiding van dit record werd Homma opgenomen in het Guinness Book of Records.

## Ton Smits
Voor het wereldetmaalrecord reed Ton Smits in 1984 op 45-jarige leeftijd een afstand van 506,375 kilometer op de Kunstijsbaan Eindhoven. Hiermee verbeterde hij het record van Hans Homma met ruim 100 km. Als training voor zijn recordpoging liep Smits halve marathons en de marathon van Eindhoven.

## Mart Kuiper
Mart Kuiper verbeterde op de Alkmaarse kunstijsbaan De Meent het wereldrecord 24 uur schaatsen. In een etmaal legde hij ruim 1411 ronden af wat neer komt op 546,700 kilometer. Iets meer dan twee uur voor het beëindigen van de rit verbeterde Kuiper het record van Smits en reed vervolgens ontspannen de laatste 120 minuten uit. Het tempo van aanvankelijk 47 seconden per ronde was inmiddels via 51, 55 en 60 seconden opgelopen tot boven de minuut. Na het record kwamen er nog 104 rondjes bij. Kuiper viel onderweg één keer.

## Wim Brand
Wim Brand uit Wijhe schaatste tijdens de 24-uursschaatswedstrijd in het Italiaanse Baselga di Pine 1397 rondjes oftewel 558,836 kilometer met een gemiddelde van 23 kilometer per uur. De recordpoging vond plaats in 1991.

## Jan Roelof Kruithof, eerste poging
Jan Roelof Kruithof uit Havelte verbeterde op 15 en 16 februari 1992 in het Italiaanse Baselga di Pinè het wereldrecord langeafstandschaatsen. In 24 uur legde de marathonschaatser 1522 rondjes af van 400 meter en brak daarmee het record van Brands met 125 ronden. Kruithof reed gemiddeld 25 kilometer per uur en kwam uit op 608,700 kilometer. Slechts twee keer gunde Kruithof zich een paar minuten rust tijdens zijn poging om het wereldrecord  te verbreken. Eén keer om te plassen en een paar uur voor het eind om de veters van de schaatsen wat losser te maken. Verder had hij 24 uur achter elkaar geschaatst. Kruithof besloot pas de maandag ervoor dat hij de poging ging wagen, en had zich zodoende ook nauwelijks voorbereid.
In het Italiaanse Baselga di Pinè werd een 24-uur ploegenwedstrijd gehouden – gewonnen door een Russische ploeg, terwijl Drenthe als vijfde eindigde – en er was een individuele 24 uursrace. Kruithof begon met nog negen concurrenten aan de individuele rit: een handjevol Italianen en enkele Nederlandse oudgedienden. Egbert Vossebelt – winnaar van een marathon op de Weissensee – was erbij evenals wereldrecordhouder Wim Brand uit Wijhe. De schaatsveteraan uit Havelte had uiteindelijk 152 ronden voorsprong op nummer twee, een Italiaan. Recordhouder Brand kwam niet in het stuk voor, hij werd achtste met 400 ronden achterstand op Kruithof. De wedstrijd werd gevolgd door een officiële jury; er werd met een computer gewerkt en een aantal juryleden hield de koers handmatig bij.

## Albert Bakker
Albert Bakker deed op 7 en 8 maart 1992 op de kunstijsbaan van Groningen een geslaagde aanval op het wereldrecord. Hij legde in 24 uur een afstand van 628,108 kilometer af.

## Jan Roelof Kruithof, tweede poging
Kruithof zette op 27 en 28 februari 1993 in het Italiaanse Baselga di Pinè het wereldrecord opnieuw op zijn naam. Hij reed op de kunstijsbaan in de Dolomieten in een etmaal 1628 ronden, een verbetering van 106 ronden ten opzichte van zijn oude persoonlijke record. De afstand die hij volbracht was 651,570 kilometer.

## Jan Roelof Kruithof, derde poging
Precies een jaar later, op 26 en 27 februari 1994, scherpte de inmiddels 57-jarige Kruithof voor de laatste keer het wereldrecord aan. In het Italiaanse Baselga di Pinè reed hij in een etmaal 1639 ronden ofwel 655,6 kilometer. Kruithof had lang weinig uitzicht op succes. Tot drie uur voor het einde zat hij nog vijftien rondjes boven het schema van het wereldrecord. In tegenstelling tot een jaar eerder, toen hij zich in de slotfase liet verzorgen, zette Kruithof nu door. Hij was 24 uur constant op het ijs en hoefde zelfs geen sanitaire stop te maken. Kruithof reed de monstertocht namelijk met een katheter in, wat veel tijd scheelde. Hij wist uiteindelijk de achterstand van vijftien ronden om te buigen in een flinke voorsprong en liep uiteindelijk elf ronden op zijn oude schema uit. Aan deze 24-uursrace namen veertien schaatsers deel uit zes verschillende landen. De Italiaan Bonato eindigde op de tweede plaats met een achterstand van maar liefst 311 ronden.

## Ontwikkeling wereldrecord 24 uur schaatsen

### Mannen
| Nr. | Naam                | Land      | Afstand   | Ronden | Datum              | Leeftijd | Baan                          |
| --- | ------------------- | --------- | --------- | ------ | ------------------ | -------- | ----------------------------- |
| 1.  | H. Valk             | Nederland | 402,2 km  |        | 1981               |          | Leeuwarden                    |
| 2.  | Hans Homma          | Nederland | 406.100 m |        | 08/09-02-1984      | 36 jaar  | Meer van Merphremagog, Ottawa |
| 3.  | Ton Smits           | Nederland | 506.375 m |        | 15/16-12-1984      | 45 jaar  | Eindhoven                     |
| 4.  | Mart Kuiper         | Nederland | 546.700 m | 1411   | 12/13-01-1988      | 36 jaar  | Alkmaar                       |
| 5.  | Wim Brand           | Nederland | 558.836 m | 1397   | Rond 26/27-02-1991 | 47 jaar  | Baselga di Pinè               |
| 6.  | Jan Roelof Kruithof | Nederland | 608.700 m | 1522   | 15/16-02-1992      | 55 jaar  | Baselga di Pinè               |
| 7.  | Albert Bakker       | Nederland | 628.108 m |        | 07/08-03-1992      | 35 jaar  | Groningen                     |
| 8.  | Jan Roelof Kruithof | Nederland | 651.570 m | 1628   | 27/28-02-1993      | 56 jaar  | Baselga di Pinè               |
| 9.  | Jan Roelof Kruithof | Nederland | 655.600 m | 1639   | 26/27-02-1994      | 57 jaar  | Baselga di Pinè               |
| 10. | Jochem Kerssies     | Nederland | 680.938 m | 1863   | 21/22-03-2025      | 25 jaar  | Groningen                     |

### Vrouwen
| Nr. | Naam            | Land        | Afstand  | Ronden | Datum         | Leeftijd | Baan            |
| --- | --------------- | ----------- | -------- | ------ | ------------- | -------- | --------------- |
| 1.  | Larita Hansen   | Noorwegen   | 269.387m |        | 17/17-02-1991 | 19 jaar  | Baselga di Pinè |
| 2.  | Larita Hansen   | Noorwegen   | 333.373m |        | 15/16-02-1992 | 20 jaar  | Baselga di Pinè |
| 3.  | Svetlana Titova | Wit-Rusland | 349.513m |        | februari 1996 |          | Baselga di Pinè |
| 4.  | Marja de Ridder | Nederland   | 469.594m |        | 01/02-03-1997 | 44 jaar  | Baselga di Pinè |